# 室積温泉
室積温泉（むろづみおんせん）は、山口県光市にある温泉。

## 泉質
単純温泉

## 周辺環境
光市に所在する「亀の井ホテル せとうち光」にて入浴できる。
浴場からは室積湾と象鼻ヶ岬を望むことができる。

## アクセス
- JR山陽本線光駅から防長バス「快速 柳井駅」行き乗車、「亀の井ホテル前」下車（約20分）